# Cerapachys wittmeri
Cerapachys wittmeri är en myrart som beskrevs av Cedric A. Collingwood 1985. Cerapachys wittmeri ingår i släktet Cerapachys och familjen myror. Inga underarter finns listade i Catalogue of Life.